# 武卡什·帕夫沃夫斯基
武卡什·帕夫沃夫斯基（波蘭語：Łukasz Pawłowski，1983年6月11日—），波兰男子赛艇运动员。他曾代表波兰参加2008年和2012年夏季奥林匹克运动会赛艇比赛，其中2008年奥运会获得一枚银牌。